# Salalah
Salalah est une ville portuaire du sultanat d'Oman située sur la mer d'Arabie au pied du djebel al Qara. Elle est la capitale de l'entité administrative la plus méridionale du pays, le gouvernorat du Dhofar. En 2008, elle compte 190 348 habitants.

## Histoire

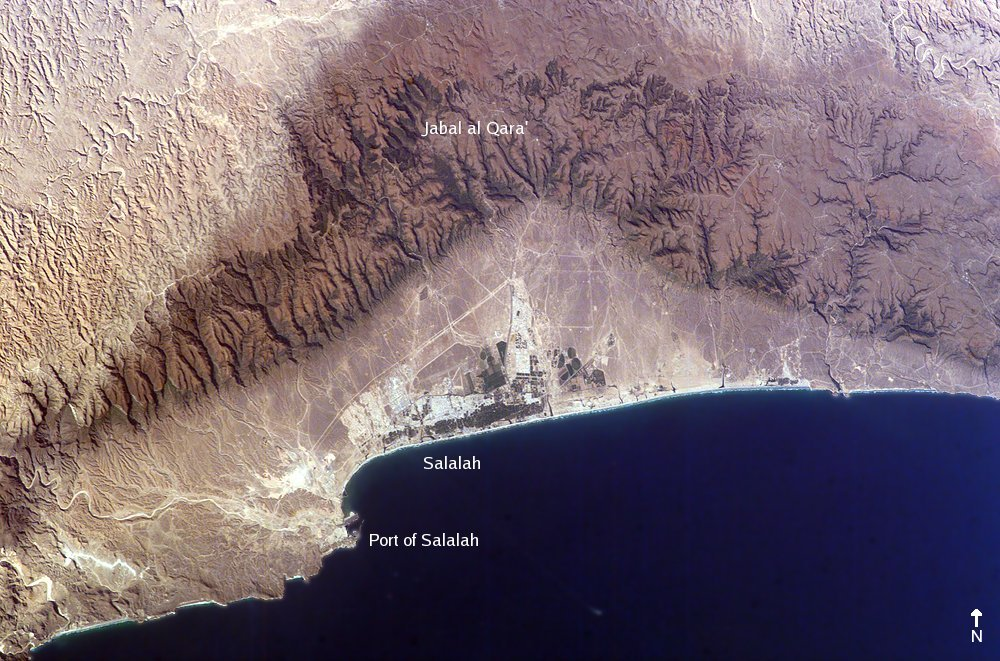
Image satellite.

En 1932, elle devient la capitale et la résidence préférée du sultan Saïd ibn Taimour, et le demeure jusqu'en 1970 lorsque son fils et successeur Qabus ibn Saïd décide de transférer les deux fonctions à Mascate.

## Géographie

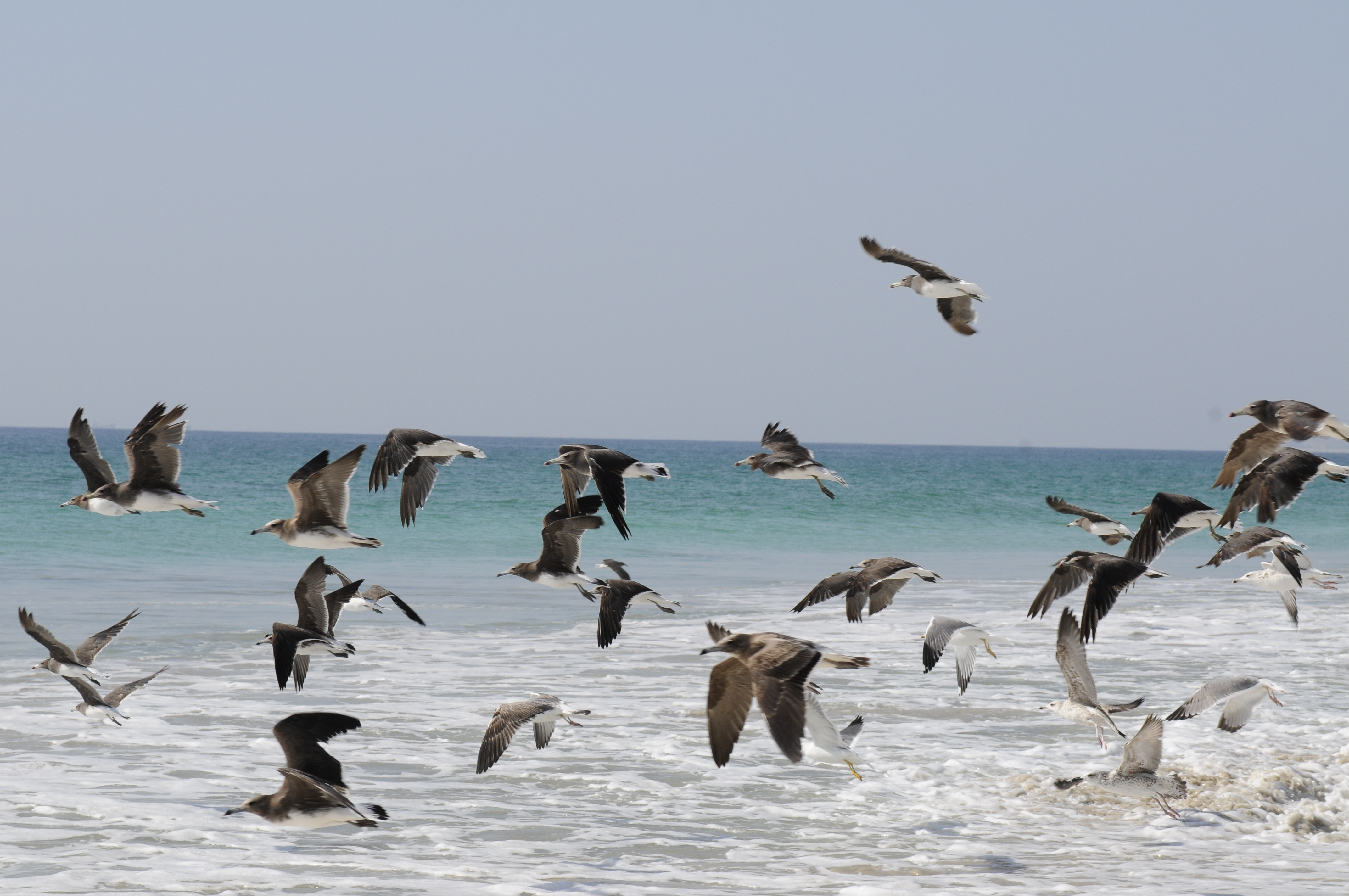
Goélands de Hemprich et Larus.

Alors que Mascate – la capitale nationale – se trouve au nord du sultanat, Salalah constitue le second centre de gravité et la deuxième ville du pays en importance. Elle est séparée du premier par un vaste espace désertique et plusieurs barrières montagneuses : Djebel al Qamr au nord-ouest, Djebel al Qara au nord, et Djebel Samhan au nord-est.

## Transports
Salalah est dotée d'un grand port à conteneurs et d'un aéroport (Code OACI : OOSA).

## Sports
La ville possède deux stades :
- le Salalah Sports Complex ;
- le Al-Saada Stadium, plus grand et plus récent.

Al Nasr Salalah est l'un des quatre clubs de football domiciliés à Salalah.

## Personnalités
Salalah est notamment la ville natale :
- du sultan Qabus (1940-2020),
- du ministre des Affaires étrangères Youssef al-Alawi Abdullah (1945-)
- et du footballeur international Mohammed Amar Al Kathiri (1978-).

## Tourisme
- Centres d'intérêt touristique
  - Festival de la mousson, Kareef Festival, centre d'exposition de Baladiya,
  - Al Hisn Palace, palais du Sultan Qaboos,
  - Site archéologique sabéen de Al Balid (centre-ville),
  - Réserve naturelle de Salalah, Khawr Salalah, lagon à l'ouest, réserve d'oiseaux,
  - Tombe de Nabi Imran,
  - Pas du chameau du prophète Saleh,
  - Parc de Salalah,
  - Plage de la corniche,
  - Marchés : souq al Hisn, souq de l'or, nouveau souq,
  - Centre de plongée, Samahram Water Sports and Diving Centre (Hilton Resort),
- Environs
  - nord : Sources Jarziz (Ayn Jarziz), Tombe de Nabi Ayoub (Job), Ayun,
  - est : Ain Razat, Ain Hamran,